# Silke Striezel
Silke Striezel (* 4. August 1949 in Kiel) ist eine deutsche Politikerin (CDU) und war von 1987 bis 2003 Mitglied der Bremischen Bürgerschaft.
.

## Biografie

### Ausbildung und Beruf
Striezel erreichte an der Realschule die mittlere Reife und machte danach eine Verwaltungslehre bei der Stadt Kiel. Sie war Verwaltungsangestellte beim Studentenwerk Kiel und bei der Landwirtschaftskammer Schleswig-Holstein. Nachdem sie einige Zeit Hausfrau war, wurde Striezel 1980 Sportfachverkäuferin, danach Betriebsratsmitglied und  Betriebsratsvorsitzende. Von 1985 bis 1998 war sie freigestellte Gesamtbetriebsratsvorsitzende, danach wurde sie kaufmännische Angestellte bei der BSAG.

### Politik
Striezel wurde 1979 Mitglied der CDU. Sie gehörte dort dem Landesvorstand an. 1989 wurde sie Mitglied im Bundesvorstand der CDA, bei der sie auch Mitglied im geschäftsführenden Bundesvorstand und stellvertretende Landesvorsitzende war. Von 1983 bis 1985 war sie Mitglied im Beirat des Ortsamts Schwachhausen/Vahr, von 1987 bis 2003 war sie Mitglied der Bremischen Bürgerschaft.

### Weitere Mitgliedschaften
Striezel wurde 1982 Mitglied der Gewerkschaft Handel, Banken und Versicherungen, war von 1992 bis 1994 Vorsitzende der Ortsverwaltung Bremen, danach bis 1998 Mitglied im Landesvorstand der HBV und war von 1992 bis 1998 stellvertretendes Gewerkschaftsausschussmitglied. Seit 1999 ist sie Mitglied bei Verdi, Berlin.
Striezel ist geschieden und hat 2 Kinder.